# Rezerwat przyrody Babylon
Rezerwat przyrody Babylon (czes. Přírodní rezervace Babylon, PR Babylon) – rezerwat przyrody w północnych Czechach na Wyżynie Dieczyńskiej (czes. Děčínská vrchovina).

## Położenie
Rezerwat przyrody Babylon położony jest w północnych Czechach, w południowo-środkowej części obszaru Parku Narodowego Czeska Szwajcaria, w północno-wschodniej części Wyżyny Dieczyńskiej, około 2,2 km na północny zachód od centrum miejscowości Jetřichovice i około 3,0 km na północny wschód od miejscowości Vysoká Lípa w okresie Děčín. 

## Opis
Rezerwat florystyczno-geologiczny położony w lesie między wzniesieniem Koliste po południowej stronie i Prićna rokle po północnej stronie, stanowi objęty ochroną rezerwatową mały fragment powierzchni Parku Narodowego Czeska Szwajcaria.
Rezerwat o powierzchni 18,6 ha został utworzony w 1977 r., dla ochrony naturalnych zbiorowisk leśnych i wielu rzadkich gatunków roślin chronionych, oraz ciekawych form geologicznych głównie dla jedynego zachowanego piaskowcowego fenomenu jakim są urwiska skalne porośnięte pierwotnym drzewostanem sosny zwyczajnej. Układ urwisk i ścian powstał podczas procesu erozyjnego kredowych piaskowców ciosowych średniego turonu. W rezerwacie znalazły również ochronę fragmenty interesujących zbiorowisk roślin naskalnych, szczelinowych oraz suchych zboczy. Osobliwością florystyczno-geologiczną rezerwatu jest układ urwisk skalnych i drzewostan. We florze na uwagę zasługuje również wiele innych gatunków roślin leśnych jak: wrzos zwyczajny, śmiałek pogięty, sit sztywny. Na północnych ścianach urwisk występuje bagno zwyczajne, a w szczelinach urwisk rośnie rzadki gatunek paproci podrzeń żebrowiec. Flora rezerwatu liczy kilkadziesiąt gatunków roślin, w tym większość objęta jest ochroną. Z fauny w rezerwacie występuje: dzięcioł duży, sikora sosnówka sporadycznie występuje ryś, z gadów występuje jaszczurka zwinka i żmija zygzakowata.